# 뉴네덜란드
뉴네덜란드(영어: New Netherland) 또는 니우네데를란트(네덜란드어: Nieuw-Nederland)는 1600년대 초반 아메리카의 네덜란드 식민지였다. 지금의 코네티컷, 뉴욕, 뉴저지, 델라웨어 주들의 지역을 포함하였다.
1621년 네덜란드의 상인들은 스페인 제국에 경쟁을 하며 니우네데를란트를 식민지화하고, 지방의 모피 거래를 발달시키기 위하여 네덜란드 서인도 회사를 형성하였다. 통상 회사에 의하여 후원된 30 가족들이 1624년 허드슨강 입구에 네덜란드 식민지 건설을 시작하였다. 니우네데를란트 총독 페터 미노이트는 1626년 그 지방 인디언들에게 맨해튼 섬을 구입하였다. 네덜란드인들은 지금의 올버니, 하트퍼드, 트렌턴 지역에 교역소들을 세웠다.
네덜란드 서인도 회사는 유럽의 많은 나라들로부터 정착자들을 끌어들였다. 그 식민지에서는 20개의 언어가 쓰였고, 많은 종교들이 존재하였다. 네덜란드의 식민자들은 이로쿼이 인디언 종족과 제휴하여 다른 인디언 종족 및 프랑스 식민자들과 싸웠다. 1650년대에 네덜란드와 영국 사이에 사나운 무역 경쟁이 일어났다. 1664년 영국은 요크 공작 제임스 (후의 제임스 2세)를 위하여 니우네데를란트에
군함 1척을 보냈다. 많은 네덜란드 식민자들이 싸움을 거부하였고, 페터 스토이베산트 총독은 항복하고 만다. 결국 니우네데를란트는 영국의 식민지 뉴욕이 되었다.

## 같이 보기
- 파트론

## 참고 자료
- 이 문서에는 다음커뮤니케이션(현 카카오)에서 GFDL 또는 CC-SA 라이선스로 배포한 글로벌 세계대백과사전의 내용을 기초로 작성된 글이 포함되어 있습니다.